# Cotes vestita
Cotes vestita là một loài bọ cánh cứng trong họ Anthicidae. Loài này được Sharp miêu tả khoa học năm 1877.